# 雨宮未苺
雨宮 未苺（あめみや みるき、2005年〈平成17年〉9月2日 - ）は、日本の女性ファッションモデル、タレントである。所属事務所は株式会社Lovers。現在は山梨県在住。愛称は「みるき」。姉は同事務所に所属している雨宮由乙花。

## 経歴
2021年5月10日からAbemaTVにて配信された今日、好きになりました。第35弾鈴蘭編にてメディアデビュー。
姉とは「雨宮姉妹」としてYoutuberとして活動しており、姉妹を超えて大親友のような存在と述べている。ギャル系の姉とは異なり、ファッションなどはガーリー系を意識しているが、時折ギャルファッション、ギャルメイクも行っている。
性格は明るいキャラクターで場を和ませるムードメーカー。恋愛リアリティーショーでもキャラクターを生かし活躍するが、2023年時点で自身の恋は成立したことがない。
2024年4月には近代麻雀水着祭に姉とともに出演した。
同年6月10日発売『ヤングマガジン』28号（講談社）の巻中グラビアに姉・由乙花とのユニット・雨宮姉妹としてグラビア掲載。未苺にとっては初のグラビア撮影となった。

## 出演
- 今日、好きになりました。（2021年5月10日 - 7月19日・2022年2月21日 - 3月28日、2023年2月20-3月27日AbemaTV）

## 書籍

### デジタル写真集
- 雨宮由乙花 雨宮未苺 NEXT推しガール！ 1 ヤンマガデジタル写真集 （2024年8月9日、講談社）
- 雨宮由乙花 雨宮未苺 NEXT推しガール！ 2 ヤンマガデジタル写真集 （2024年8月9日、講談社）
- 雨宮由乙花 雨宮未苺 NEXT推しガール！ 3 ヤンマガデジタル写真集 （2024年8月9日、講談社）
- 雨宮由乙花 雨宮未苺 NEXT推しガール！ 4 ヤンマガデジタル写真集 （2024年8月9日、講談社）
- 雨宮由乙花 雨宮未苺 【140P完全版】NEXT推しガール！1 〜4 ヤンマガデジタル写真集（2024年8月9日、講談社）